# ارمينغارد من أنجو
ارمينغارد من أنجو (حوالي 1018 - 1076) كانت دوقة بورغندي القرينة، هي أبنة فولك الثالث كونت أنجو وهيلدغار من سوندغاو.
تزوجت أولا من جيوفري الثاني، كونت غاتينيا وأنجبت له:-
- هيلدغارد دي شاتو لاندون، تزوجت حوالي.1060 من جوسيلين الأول، لورد كورتيناي.[2]
- جيفري الثالث كونت أنجو.[2]
- فولك الرابع كونت أنجو.[2]

ثم تزوجت بعده من روبرت الأول دوق بورغندي، ولديهم أبنة واحدة:-
- هيلدغارد (1104-1056) تزوجت من ويليام الثامن، دوق آكيتاين.[3]